# Chiesa di San Francesco di Paola (Polistena)
La chiesa di San Francesco di Paola è un luogo di culto cattolico di Polistena. L'edificio ricade nel territorio della parrocchia di Maria Santissima del Rosario.

## Storia
Edificata nella ricostruzione della città di Polistena, interessata dal terremoto della Calabria meridionale del 1783, la chiesa fu ultimata nel 1841 e presenta un'unica navata.
Nello spazio antistante la chiesa, nel 1836 e in piena fase di ricostruzione della chiesa, fu posizionata una croce litica risalente al 1739, testimonianza dell'antico convento dei Paolotti sopraccitato che prima del terremoto era situato in una zona del paese diversa da quella dove oggi si trova l'edificio sacro.
Il canonico don Antonio Pascale curò la restaurazione della chiesa, ribenedetta e inaugurata da Mons.Vincenzo De Chiara (Vescovo di Mileto), il 14 aprile 1955. I restauri alla Facciata della chiesa su progetto dell'Architetto Ing. Luigi Giffone, con una qualificata e ben distinta Ditta Edilizia di Cittanova.

## Descrizione

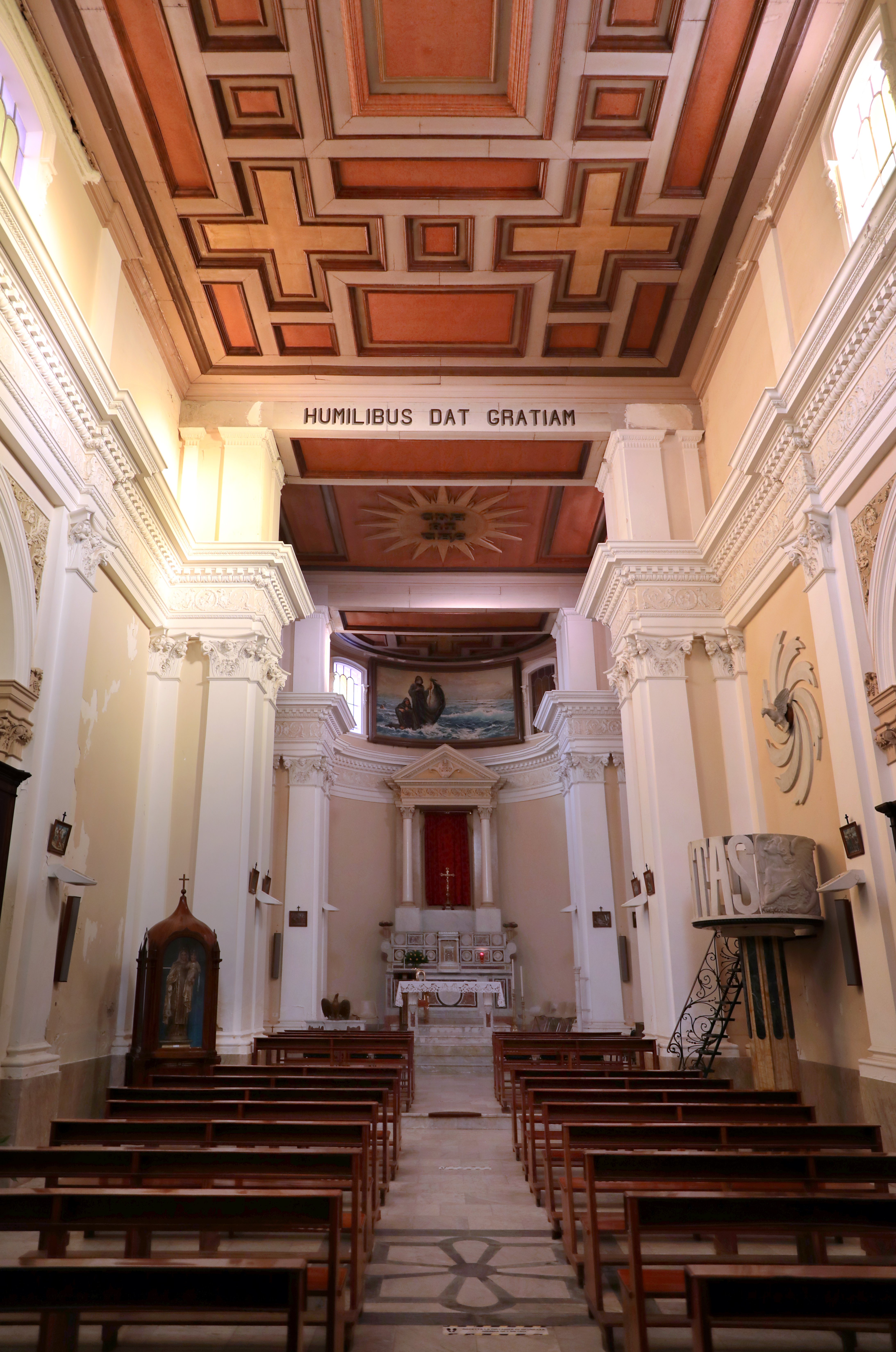
Interior

La facciata, che si sviluppa verticalmente, è affiancata da due torri campanarie a base quadrata. Due nicchie ricavate ai lati del portale d'ingresso - sovrastato da una finestra che funge anche da punto di luce per l'interno - ospitano due statue in terracotta che raffigurano sant'Antonio da Padova e san Francesco d'Assisi, eseguite dallo scultore Fortunato Morani nato il 1828.
All'interno, l'altare maggiore è di probabili origini settecentesche e custodisce una statua dello stesso periodo e di ignoto autore di San Francesco di Paola. Un'altra statua dell'Ottocento, attribuita invece a Francesco Morani nato il 1804, è riposta in un grande stipo in noce e viene portata in processione la seconda domenica dopo Pasqua per l'omonima festa. L'altare è sovrastato da una tela dipinta da Ugo Borgese nella seconda metà del Novecento, che raffigura San Francesco in barca mentre attraversa lo stretto di Messina. Sono custodite nella chiesa ulteriori statue lignee devozionali, tra le quali la Madonna del Carmelo, la riproduzione della grotta della Madonna di Lourdes e santa Fara (queste ultime due statue sono poste sui loro rispettivi altari laterali del transetto). Vi è poi vicino all'ingresso una tela ottocentesca dipinta da R. P. Seraphini Torquato, nella quale è rappresentata la Deposizione. Si conserva una lapide con iscrizioni (1730) già appartenuta al Convento dei Paolotti operante a Polistena fino al 1866, ed infine la chiesa è stata arricchita alla fine degli anni '50 del Novecento di un pulpito in marmo, decorato da Michelangelo Parlato.
Gli stucchi, eseguiti dai Morani nel 1855, furono danneggiati da infiltrazioni d'acqua e furono copiati dagli stessi stucchi esistenti, sostituiti poi negli anni cinquanta del Novecento da Salvatore Angilletta nel corso di un radicale restauro. 

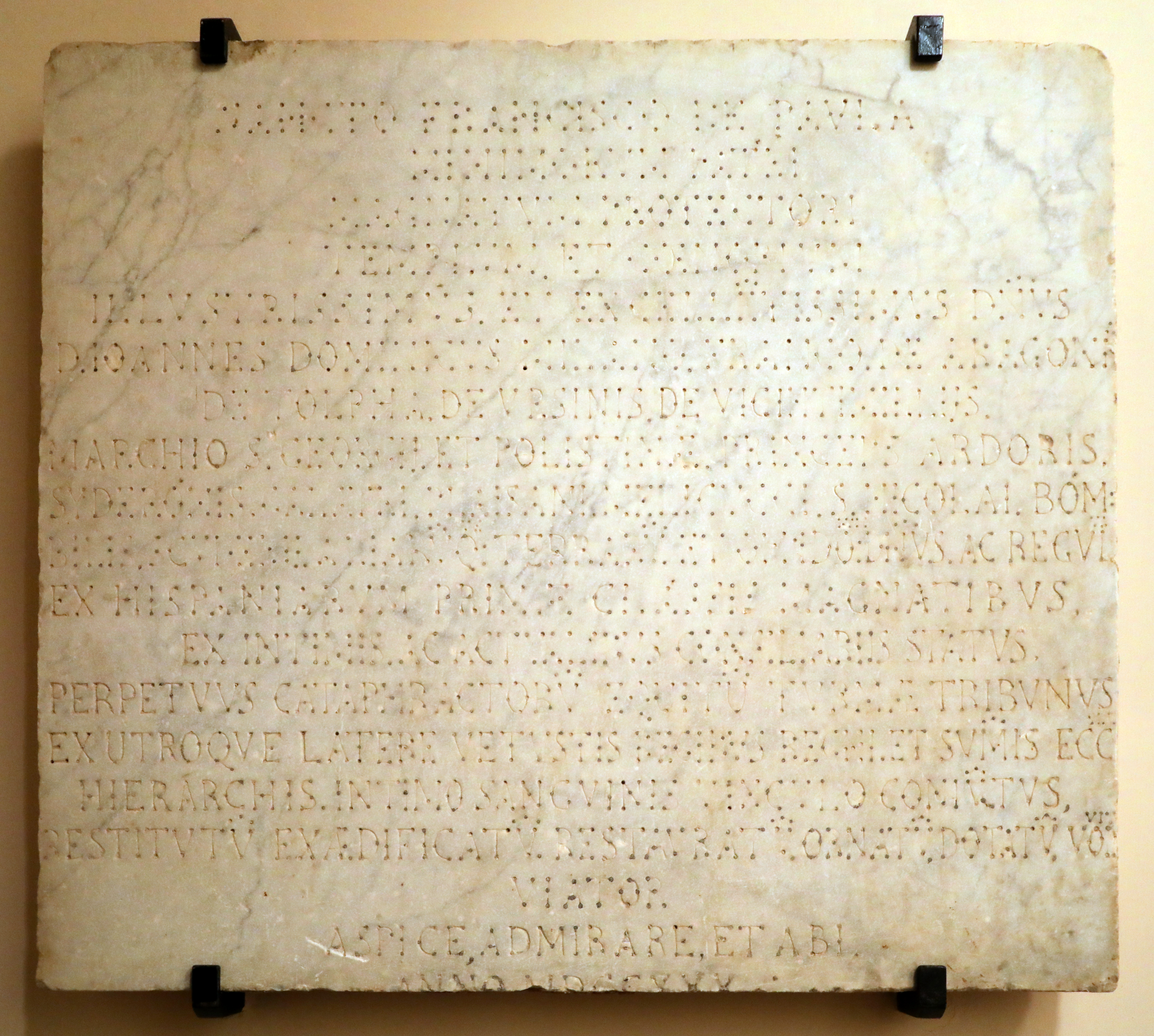
Lapide Storica risalente al Terremoto del 1783

## Festività e ricorrenze
- Festa di San Francesco da Paola (2 aprile, con processione per le vie cittadine).[10]

## Titoli
- Chiesa sussidiaria. Il luogo di culto appartiene alla Parrocchia di Maria Santissima del Rosario.